# Lysohub (Adelsgeschlecht)

Familienwappen

Lysohub (ukrainisch Лизогуб, russisch Лизогуб Lisogub) war der Name eines Geschlechts ukrainischer Kosakenführer und späterem Adel  im Russischen Kaiserreich vom 17. bis zum 20. Jahrhundert.
Das Geschlecht ist seit der Zeit Bohdan Chmelnyzkyjs bekannt. Die Gründer des Geschlechts stammten aus dem Dorf Helmjasiw im Rajon Solotonoscha der ukrainischen Oblast Tscherkassy.
Vertreter des Geschlechts hatten bedeutenden Landbesitz in den russischen Gouvernements Poltawa und Tschernigow.

## Angehörige
- Iwan Lysohub (Іван Якович Лизогуб; 1761–1819), Adelsmarschall des Gouvernement Tschernigow
- Illja Lysohub (Ілля Іванович Лизогуб; 1787–1867) Philanthrop, Komponist und Pianist
- Oleksandr Lysohub (1790–1839), Generalmajor, Komponist und Pianist
- Andrij Lysohub (1804–1864), liberaler Großgrundbesitzers und Freund Taras Schewtschenkos
- Dmytro Lysohub (1849–1879), Populist und Revolutionär
- Fedir Lysohub (1851–1928), Regierungschef des ukrainischen Staats

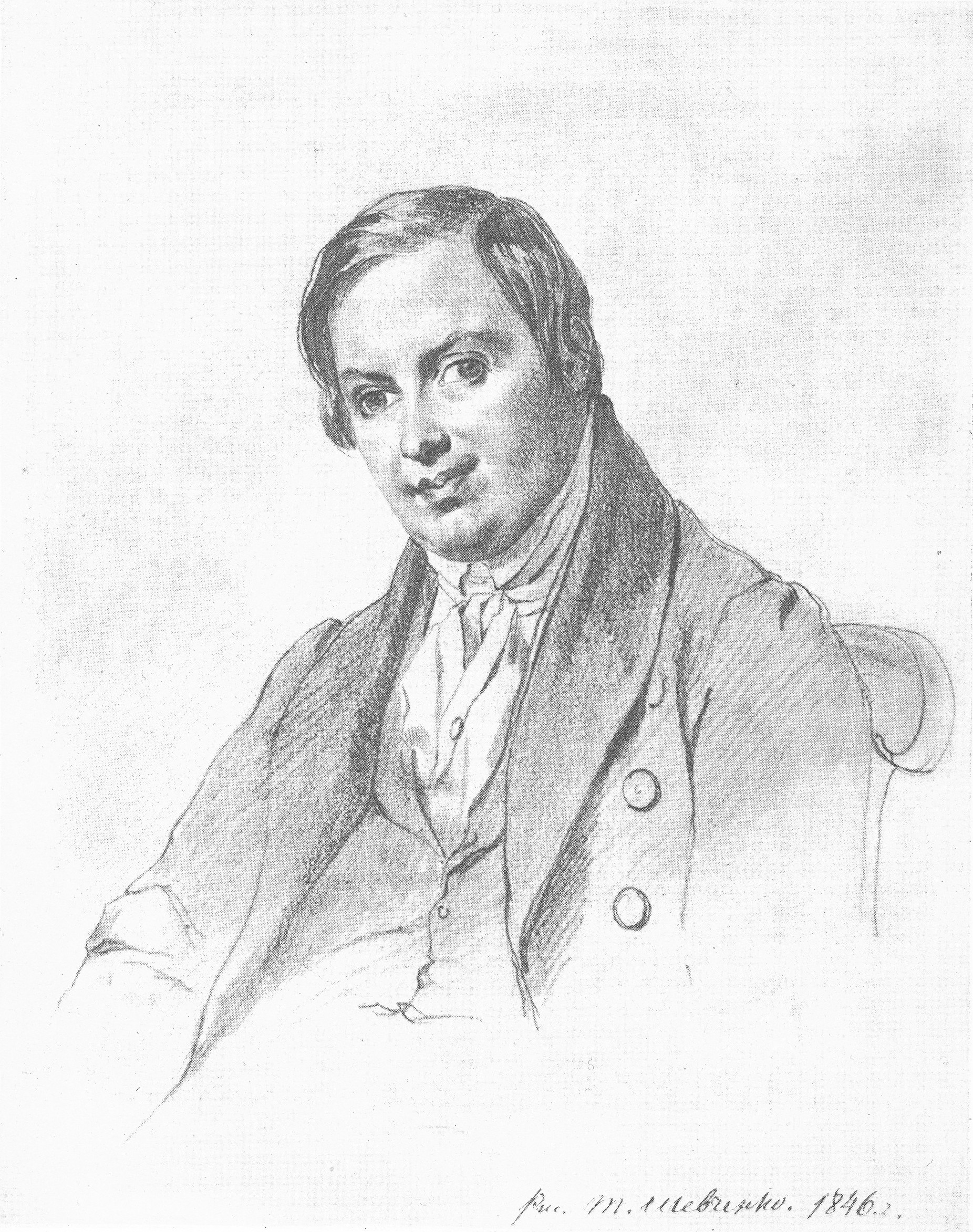
Porträt von Andrij Lysohub; Taras Schewtschenko, 1846
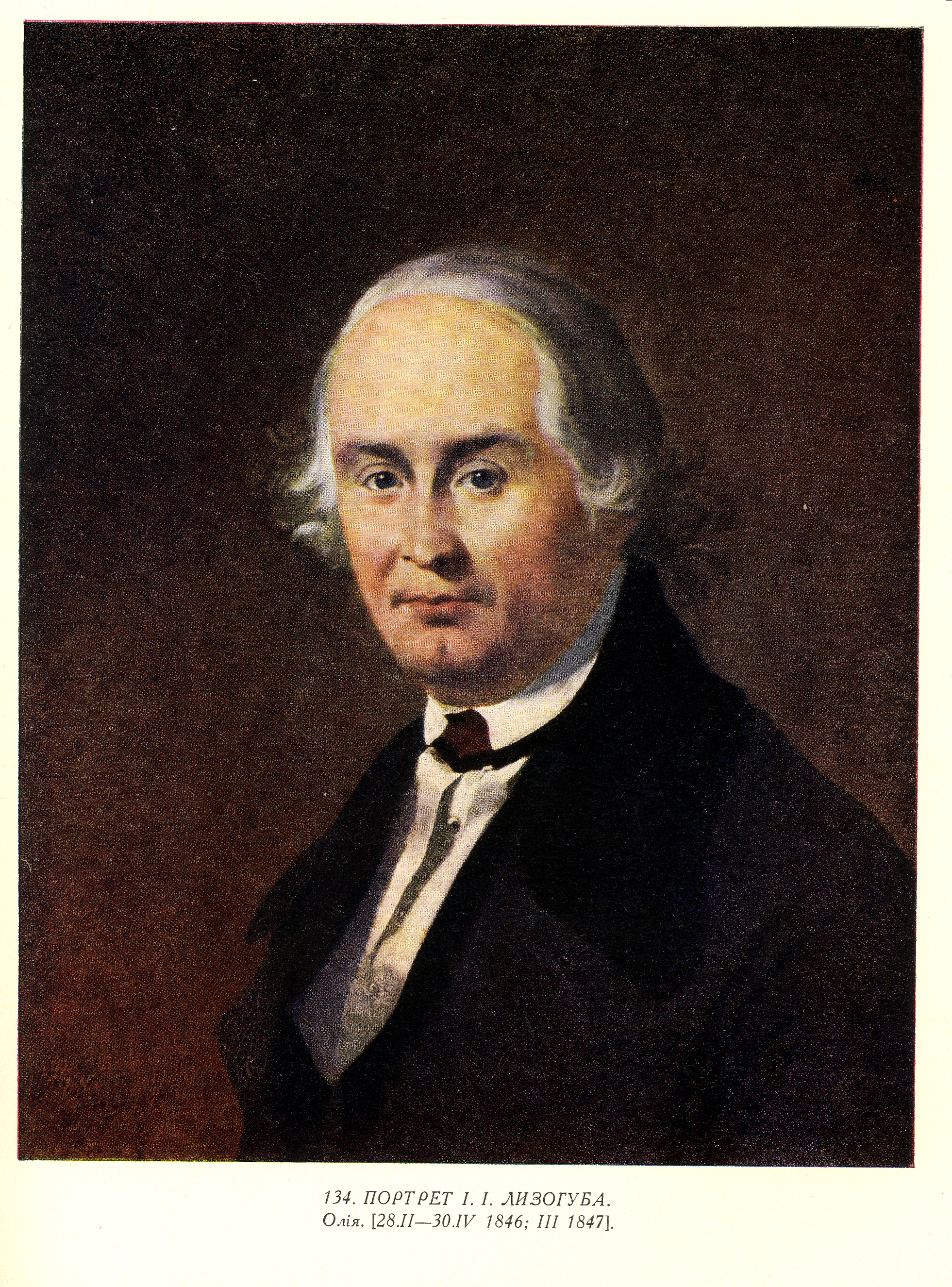
Porträt von Illja Lysohub; Taras Schewtschenko, 1830–1847
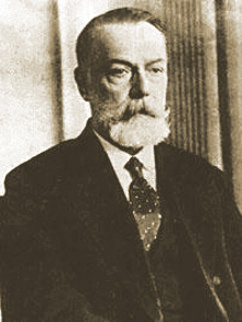
Fedir Lysohub in Sedniw
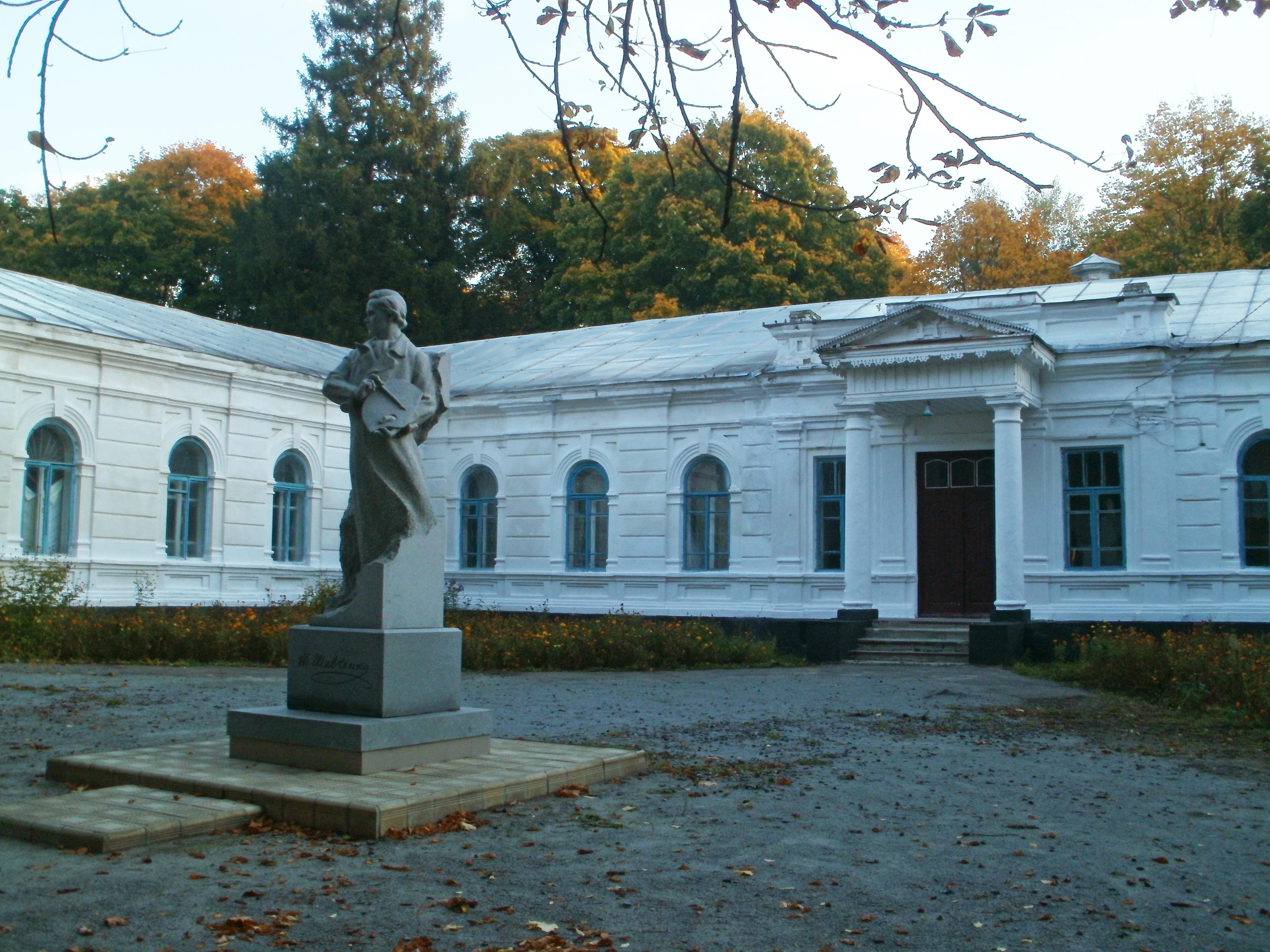
Herrenhaus der Familie in Sedniw
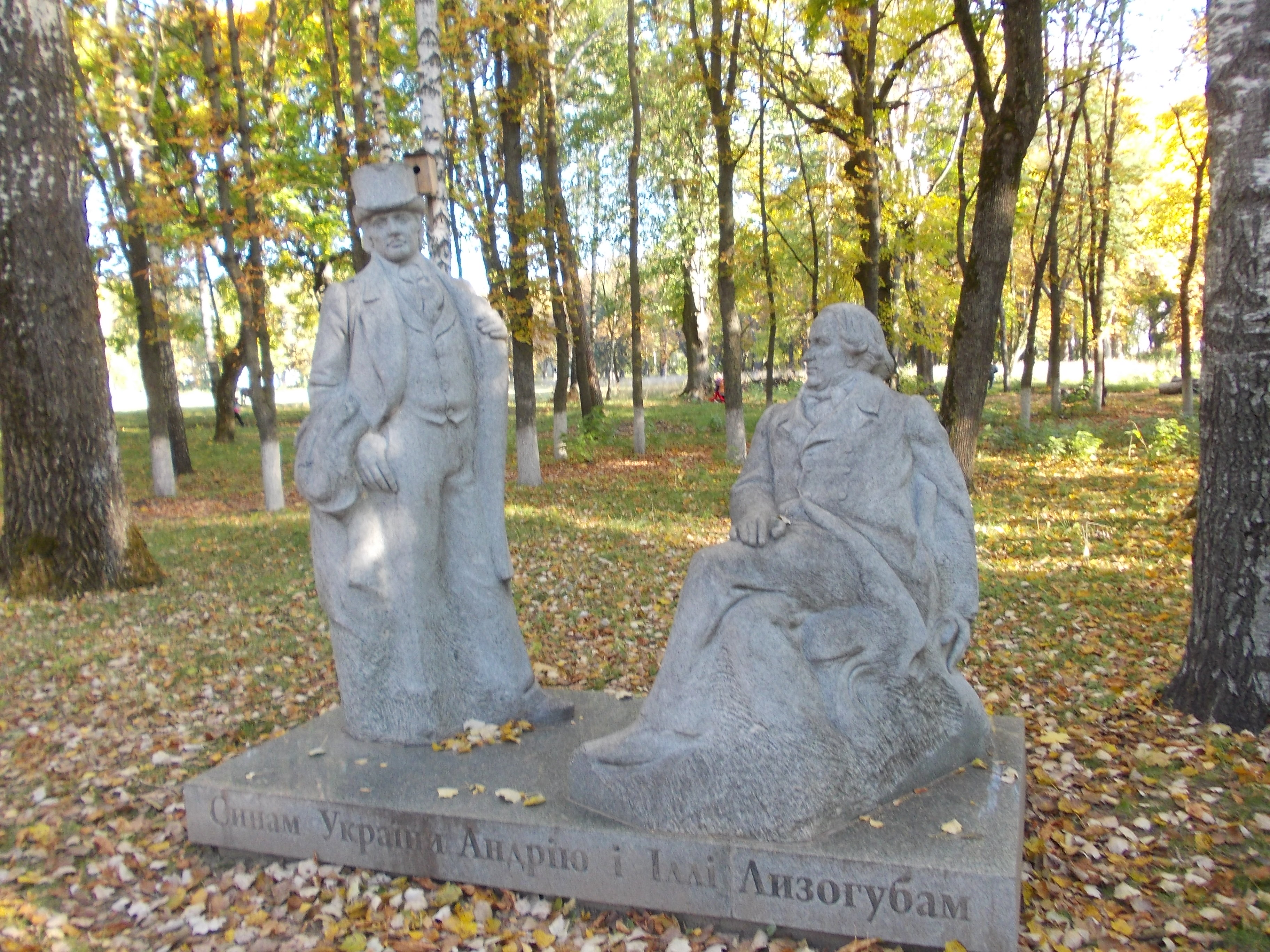
Denkmal für Illja und Andrij Lysohub in Sedniw